# Oost-Pruisisch voetbalkampioenschap 1907/08
In 1907/08 werd het eerste Oost-Pruisisch voetbalkampioenschap gespeeld, dat georganiseerd werd door de Baltische voetbalbond.
De club speelden voordien in een competitie, die georganiseerd werd door de Königsbergse voetbalbond. Tijdens het laatste seizoen werd na de heenronde de Baltische bond opgericht in januari 1908. Hierin ging de Königsbergse bond op en de terugronde, die in het voorjaar van 1908 gespeeld zou worden werd niet gespeeld. In de plaats vond er een eindronde plaats waarvan de winnaar zich voor de Baltische eindronde plaatste. VfB Königsberg trad meteen in de finale aan en versloeg daar BuEV Danzig met 11-0. Voor het eerst mocht zo een club uit het Baltisch gebied aantreden in de eindronde om de Duitse landstitel. De club verloor in de eerste ronde met 0-7 van Berliner TuFC Viktoria 89.

## Halve finale
|               |                |       |                          |                                |
| 22 maart 1908 | VfB Königsberg | 4 – 0 | SC Ostpreußen Königsberg | Walter-Simon-Platz, Königsberg |
| 22 maart 1908 |                |       |                          | Walter-Simon-Platz, Königsberg |

|               |                                |        |                            |                                |
| 22 maart 1908 | Sportzirkel Samland Königsberg | 10 – 1 | SC Prussia 1904 Königsberg | Walter-Simon-Platz, Königsberg |
| 22 maart 1908 |                                |        |                            | Walter-Simon-Platz, Königsberg |

## Finale
|               |                |       |                                |                                |
| 29 maart 1908 | VfB Königsberg | 6 – 4 | Sportzirkel Samland Königsberg | Walter-Simon-Platz, Königsberg |
| 29 maart 1908 |                |       |                                | Walter-Simon-Platz, Königsberg |